# 용혜랑
용혜랑(龍慧郞, 1971년 12월 14일 ~ )은 대한민국의 제6대 인천광역시 남동구의회 의원이다.

## 학력
- 인천용현초등학교 졸업
- 인하대학교 사범대학 부속중학교 졸업
- 인천대건고등학교 졸업
- 인하대학교 전자공학 학사 졸업

## 경력
- 남촌초등학교 운영위원
- 지역아동센터 구월공부방 운영위원
- 인천친환경무상급식 추진위원회 위원
- 인천인동초등학교 운영위원회 위원
- 만월복지관 운영위원
- 1995.07 ~ 2019.01 kt 근무
- 2010.07 ~ 2014.06 제6대 인천광역시 남동구의회 의원
- 2010.07 ~ 2012.07 제6대 인천광역시 남동구의회 전반기 사회도시위원회 위원
- 2010.07 ~ 2012.07 제6대 인천광역시 남동구의회 전반기 예산결산특별위원회 위원
- 2010.07 ~ 2012.07 제6대 인천광역시 남동구의회 전반기 의회운영위원회 부위원장
- 2012.07 ~ 2014.06 제6대 인천광역시 남동구의회 후반기 사회도시위원회 위원장
- 2022.07 ~ 진보당 인천광역시당 남동구 지역위원회 위원장
- 2024.06 ~ 진보당 인천광역시당위원장

## 역대 선거 결과
|  | 15.45% |

|  | 17.09% |

|  | 9.94% |

|  | 8.01% |

|  | 8.07% |